# 木星質量
木星質量（もくせいしつりょう、英: Jupiter mass, Jovian mass）は、木星1つ分の質量を単位としたものである。

## 概要
MJという記号で表し、1 MJ = 1.8986 × 1027 kg = 317.83地球質量(M⊕)である。木星質量は、主にガス惑星や褐色矮星の質量を表現するのに使われる。
宇宙探査機の軌道より、惑星の質量と万有引力定数の積 GM は精度良く求まるが、万有引力定数の測定精度が低いため、質量の精度も低い。しかし木星質量を単位とした相対的な質量の比率は GM から精度良く求まる。

## 対応表
太陽系の4つの木星型惑星は、以下の木星質量に相当する。
|        | 木星質量=1 | GM / km3s−2     |
| ------ | ---------- | --------------- |
| 木星   | 1.0000     | 126686537 ± 100 |
| 土星   | 0.2994     | 37931187 ± 100  |
| 天王星 | 0.0457     | 5793939 ± 60    |
| 海王星 | 0.0540     | 6835096 ± 21    |

1木星質量は、以下の単位に換算される。
- 25839月質量(ML)
- 317.83地球質量(M⊕)
- 0.0009546太陽質量(M⊙)